# Tersilochus microgaster
Tersilochus microgaster là một loài tò vò trong họ Ichneumonidae.